# كارل بولكه
كارل بولكه Carl Bulcke (ولد في كونيجسبورج في شرق بروسيا في 29 أبريل 1875- ومات في برلين في فبراير 1936) هو روائي وشاعر وقصاص ألماني.

## حياته
درس بولكه القانون في فرايبورغ وبرلين وكيل. وعمل محاميا حكوميا في إيسن.
كتب بولكه الروايات والأشعار والأقاصيص، وكان من رواد الصالونات الأدبية التي تقيمها سيدات الطبقة الأرستقراطية في مدينة أوترسن Uetersen, بعد انتقاله للإقامة فيها. وقد كتب في تلك الفترة روايته «حب زيلكه».
وقد انتخب بولكه في عام 1909 أول رئيس لاتحاد حماية الكتاب الألمان، الذي أسس في تلك السنة. وبعد قيام الحرب العالمية الثانية عمل في وزارة الداخلية، ثم عمل مستشارا أعلى للحكومة بعد قيام جمهورية فايمار، ورئيسا للرقابة على الأفلام، إلى أن أقاله إرنست زيجر في عام 1924.
وقد ألف بولكه حوالي 14 رواية أقصوصة، تشير عناوينها إلى مصائر المريرة لفتيات في مقتبل أعمارهن. وتعد روايتي «إنسان اسمه بالتسيرايت» 1917 و«كاسيو الجسور» 1930, من أشهر روايات بولكه.
وقد وصفه أحد الكتاب المعاصرين له بأنه «واصف ليس له نظير للحياة الواقعية خاصة في مسقط رأسه في شرق بروسيا».

## من أعماله
- بيت قديم 1898
- ابنة سالومي (قصائد 1901)
- مذكرات سوزانه أوفلجونه 1905
- حب زيلكه 1906
- رحلة إلى إيطاليا 1907
- إنسان اسمه بالتسيرايت 1917
- كاترينا 1918
- السيدة شميلتسر الجميلة 1919
- نيكولينا فون بلانتا 1930
- وهكذا ستقضي أيامك القصار 1930
- كاسيو الجسور 1930